# Vermipsylla parallela
Vermipsylla parallela är en loppart som beskrevs av Liu Chiying, Wu Houyong et Wu Foolin 1965. Vermipsylla parallela ingår i släktet Vermipsylla och familjen grävlingloppor.

## Underarter
Arten delas in i följande underarter:
- V. p. parallela
- V. p. rhinopithica